# كلود بيريتي
كلود بيريتي (بالفرنسية: Claude Peretti)‏ هو لاعب كرة قدم فرنسي في مركز نصف الجناح، ولد في 24 فبراير 1942 في نيس في فرنسا، وتوفي في 8 سبتمبر 2020 في 9th arrondissement of Marseille ‏ في فرنسا. لعب مع أولمبيك مارسيليا ونادي أجاكسيو ونادي موناكو.

## وصلات خارجية
- كلود بيريتي على موقع قاعدة بيانات كرة القدم.إي يو (الإنجليزية)
- كلود بيريتي على موقع عالم كرة القدم.نت (الإنجليزية)